# Qubadlı (district)
Qubadlı (ook geschreven als Gubadly) is een district in Azerbeidzjan van 830 km² en 41.600 inwoners (2020). Het gelijknamige Qubadlı is de hoofdstad.

## Geschiedenis
Het gebied van het district maakte van 7 juli 1923 deel uit van het oejezd Koerdistan in de Azerbeidzjaanse sovjetrepubliek. Voor de Koerdische bevolking stond het bekend als Qûbadlî. Het district Qubadlı werd op 14 maart 1933 opgericht.
Qubadlı werd in augustus 1993 oorlog in Nagorno-Karabach (1988-1994) ingenomen door de afgescheiden Republiek Nagorno-Karabach en werd toen bestuurlijk ingedeeld bij het Nagorno-Karabachse gewest Kasjatag. De Azerbeidzjaanse strijdkrachten veroverden het district tijdens de oorlog in Nagorno-Karabach van 2020 en herstelden het gezag over het hele district Qubadlı.